# Mansan (Hautes-Pyrénées)
Mansan település Franciaországban, Hautes-Pyrénées megyében. Lakosainak száma 40 fő (2022. január 1.). Mansan Sénac, Lescurry, Peyrun és Saint-Sever-de-Rustan községekkel határos.

## Népesség
A település népességének változása:
| Lakosok száma | 39   | 42   | 46   | 42   | 42   | 41   | 41   | 40   | 40   |
|               | 2013 | 2015 | 2016 | 2017 | 2018 | 2019 | 2020 | 2021 | 2022 |